# جشنواره فیلم کن ۱۹۶۵
هجدهمین دوره جشنواره فیلم کن در این دوره ۲۶ فیلم در مسابقه شرکت کردند که رئیس هیئت داوران اولیویا دی هاویلند بود. نخل طلا به فیلم مهارت ...و نحوه به دست آوردنش رسید. 

## هیئت داوران

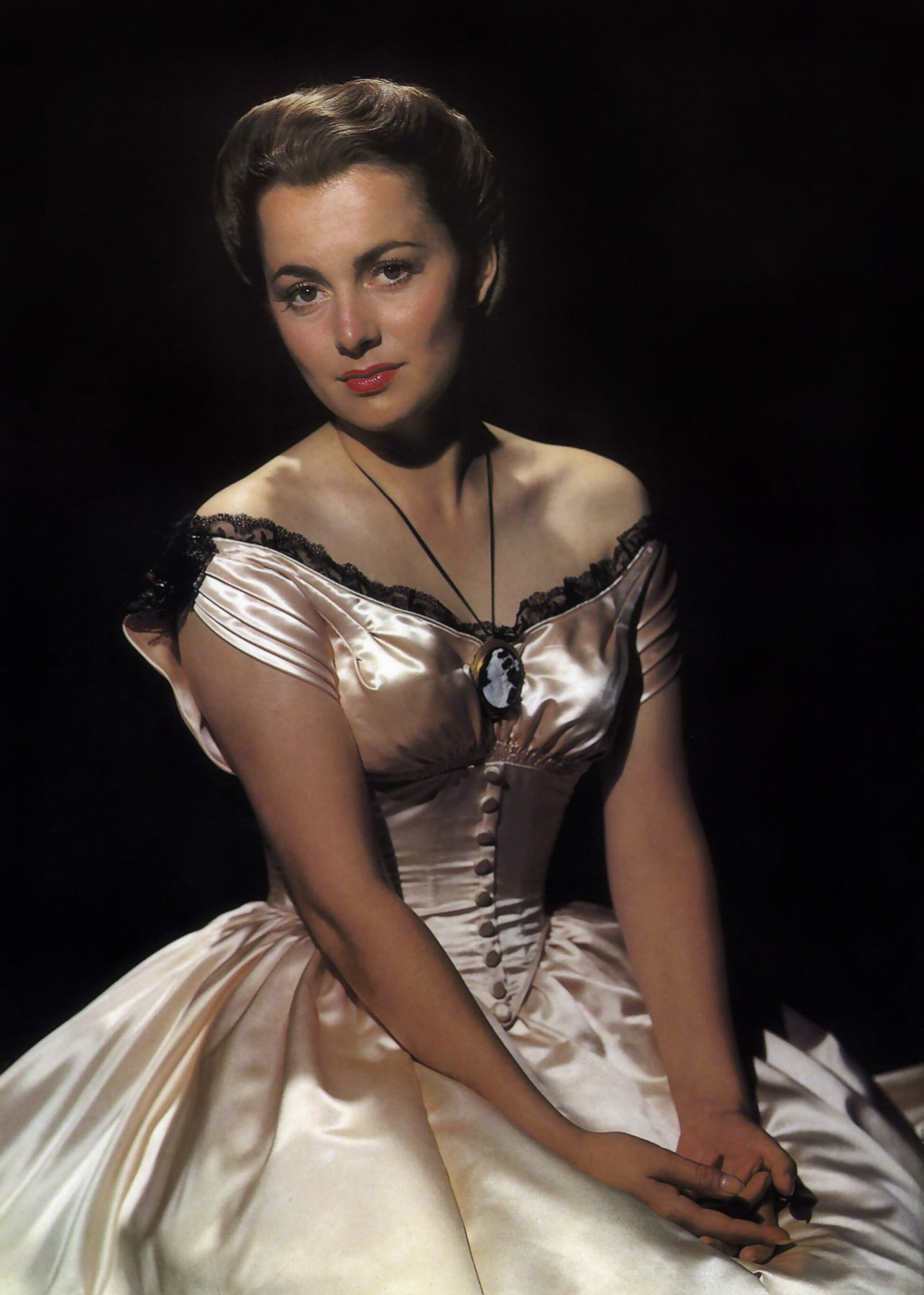
اولیویا دی هاویلند، رئیس هیئت داورن

- آندره موروا
- رکس هریسون
- آلن رب-گریه
- کنستانتین سیمونوف
- ژاک لدو

## کاندیدای نخل طلا
این لیست نام بعضی از فیلم هاست که برای نخل طلا کاندیدا شدند
- گردآورنده - ویلیام وایلر
- تپه - سیدنی لومت
- مار و پله - مانوئل سومرس
- کوایدان - ماساکی کوبایاشی
- مهارت ...و نحوه به دست آوردنش - ریچارد لستر
- فروشگاه در خیابان اصلی - یان کادار و المار کلوس
- خیانت - Kostas Manoussakis
- چکاوک - Nikita Kurikhin و Leonid Menaker

## برندگان
- نخل طلا: مهارت ...و نحوه به دست آوردنش - ریچارد لستر
- جایزه هیئت داوران جشنواره فیلم کن: کوایدان - ماساکی کوبایاشی
- جایزه بهترین بازیگر مرد جشنواره فیلم کن: ترنس استامپ برای گردآورنده
- جایزه بهترین بازیگر زن جشنواره فیلم کن: سامانتا اگار برای گردآورنده
- جایزه بهترین کارگردان جشنواره فیلم کن: لیویو سیولی برای Pădurea spânzuraţilor
- جایزه بهترین فیلم‌نامه جشنواره فیلم کن:
  - پیر شوئندورفر برای La 317e Section
  - Ray Rigby برای تپه